# Književnost u 1963.
◄◄ | ◄ | 1960. | 1961. | 1962. | 1963.  | 1964. | 1965. | 1966. | ► | ►►
Arhitektura • Astronautika • Astronomija • Biologija • Film • Fotografija • Glazba • Kazalište • Kemija • Kiparstvo • Knjige • Književnost • Kršćanstvo • Meteorologija • Medicina • Planinarstvo • Politika • Pravo • Promet • Slikarstvo • Strip • Šport • Televizija • Znanost • Zrakoplovstvo • Željeznički promet
Književnost u 1963.

## Svijet

### Nagrade i priznanja
- Nobelova nagrada za književnost dodijenjena Giorgosu Seferisu

### Smrti
- 11. lipnja – Jean Cocteau, francuski pjesnik, romanopisac, dramatičar, dizajner, boksački trener i filmaš (* 1889.)
- 22. studenog – Aldous Huxley, engleski književnik (* 1894.)
- 25. prosinca – Tristan Tzara, rumunjski književnik (* 1896.)

## Hrvatska i u Hrvata

### Književna djela
- Banket u Blitvi (III. dio) Miroslava Krleže

### Rođenja
- 19. lipnja – Aleksandar Žiljak, hrvatski pisac i ilustrator

### Smrti
- 17. veljače – Mate Balota, hrvatski akademik, književnik, ekonomist, sveučilišni profesor i novinar (* 1898.)
- 21. ožujka – Josip Pavić, hrvatski književnik (* 1895.)
- 17. travnja – Viktor Car Emin, hrvatski književnik i publicist (* 1870.)
- 15. rujna – Slavko Kolar, hrvatski književnik i filmski scenarist (* 1891.)

## Vanjske poveznice
|  | Zajednički poslužitelj ima još gradiva o temi Književnost u 1963. |